# Lista dos ases da aviação da Alemanha durante a Segunda Guerra Mundial (A-F)

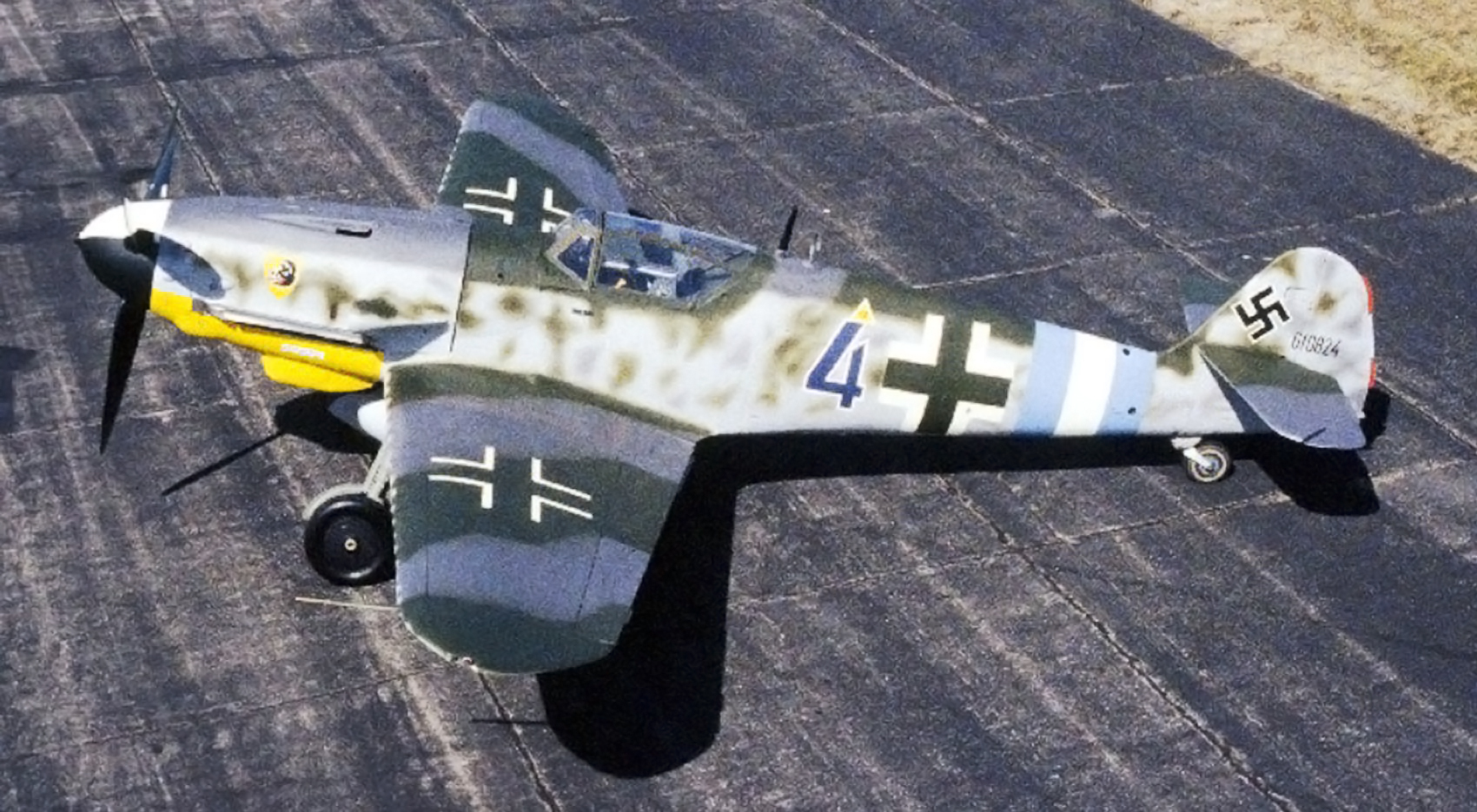
Messerschmitt Bf 109, a principal aeronave de combate dos ases alemães durante a Segunda Guerra Mundial

Esta é uma lista dos ases da aviação da Alemanha durante a Segunda Guerra Mundial de A a F. Um ás da aviação é um aviador militar a quem é atribuído o abate de cinco ou mais aeronaves inimigas durante um combate aéreo. Apesar de neste artigo ser usado o termo "ás da aviação", os alemães não o usavam; o termo usado pelos alemães era "Experte". É certo que mais de 2500 pilotos de combate alemães alcançaram o status de ás da aviação, cada um deles tendo abatido pelo menos cinco aeronaves. Este artigo lista os ases de combate diurnos e nocturnos de A até F, pelo que a lista é actualizada à medida que se descobrem (ou são actualizados) mais dados sobre estes mesmos militares. Todos os ases alcançaram o status ao serviço da Luftwaffe, o único ramo militar alemão durante a guerra com poder aéreo.
Os pilotos alemães de combate diurno e nocturno alcançaram sensivelmente 70 mil vitórias aéreas durante a Segunda Guerra Mundial, 25 mil ao abater aeronaves britânicas e norte-americanas e 45 mil soviéticas. 103 pilotos alemães abateram mais de 100 aeronaves inimigas, totalizando 15 400 vitórias aéreas. Outros 360 pilotos abateram entre 40 e 100 aeronaves inimigas, o que totalizou cerca de 21 mil vitórias. Outros 500 pilotos abateram entre 20 e 40 aeronaves, totalizando cerca de 15 mil vitórias. Estas proezas foram reconhecidas com a condecoração de 453 pilotos de caças diurnos e de caças-pesados (zerstörer) com os diferentes graus da Cruz de Cavaleiro da Cruz de Ferro. Além destes, 85 pilotos de caças nocturnos, incluindo 14 tripulantes, também foram condecorados com a Cruz de Cavaleiro da Cruz de Ferro.
Por outro lado, as baixas alemãs também foram muito elevadas. Cerca de 12 mil pilotos de caças diurnos faleceram ou ainda estão considerados como desaparecidos em combate, além dos 6000 que ficaram feridos. Os pilotos dos caças-pesados sofreram cerca de 2800 baixas e 900 feridos. Já os pilotos nocturnos sofreram com 3800 pilotos e tripulantes mortos ou desaparecidos, e cerca de 1400 feridos.

## Lista
Segue-se a lista de todos os ases da aviação da Alemanha durante a Segunda Grande Guerra cujos nomes de família começam entre as letras A e F; a lista está organizada de forma alfabética de acordo com nome de família.
      Isto, juntamente com o * (asterisco), indica que o piloto foi morto em acção (KIA), desapareceu em combate (MIA), morreu devido aos ferimentos (DOW) ou faleceu num acidente de voo (KIFA).

### A
| Nome                     | Posto          | Vitórias durante a guerra | Unidade                     | Notas                         | Fontes        |
| ------------------------ | -------------- | ------------------------- | --------------------------- | ----------------------------- | ------------- |
| Franz Achleitner         | Oberleutnant   | 5                         | JG 3                        |                               | [ 6 ] [ 7 ]   |
| Hans Adam*               | Leutnant       | 9 ou 10                   | JG 51                       | KIA a 12 de Março de 1945     | [ 6 ] [ 7 ]   |
| Heinz-Günther Adam*      | Leutnant       | 5 ou 7                    | JG 26                       | KIA a 20 de Dezembro de 1942  | [ 6 ] [ 7 ]   |
| Hans Adelhütte*          | Oberleutnant   | 15 ou 20                  | KG 3, NJG 3                 | KIA a 13 de Agosto de 1944    | [ 6 ] [ 7 ]   |
| Horst Ademeit*           | Major          | 166                       | JG 54                       | MIA a 7 de Agosto de 1944     | [ 6 ] [ 8 ]   |
| Walter Adolph*           | Hauptmann      | 24                        | JG 1, JG 27, JG 26          | KIA a 18 de Setembro de 1941  | [ 6 ] [ 9 ]   |
| Ulrich Adrian*           | Oberleutnant   | 5                         | JG 2                        | KIFA a 5 de Outubro de 1941   | [ 6 ] [ 10 ]  |
| Gustav Ahlbrandt*        | Unteroffizier  | 14                        | JG 52                       | MIA a 22 de Agosto de 1943    | [ 7 ] [ 11 ]  |
| Hans Joachim Ahlert*     | Leutnant       | 5                         | JG 77, JG 27                | KIFA a 4 de Maio de 1944      | [ 7 ] [ 11 ]  |
| Heinrich-Wilhelm Ahnert* | Oberfeldwebel  | 57                        | JG 52                       | KIA a 23 de Agosto de 1942    | [ 7 ] [ 9 ]   |
| Peter Ahrens*            | Leutnant       | 11                        | JG 26                       | KIFA a 4 de Março de 1945     | [ 6 ] [ 7 ]   |
| Johann Aistleitner*      | Hauptmann      | 13 ou 14                  | JG 26                       | KIA a 14 de Janeiro de 1944   | [ 6 ] [ 7 ]   |
| Egon Albrecht*           | Hauptmann      | 25                        | ZG 76, SKG 210, ZG 1, JG 76 | KIA a 25 de Agosto de 1944    | [ 6 ] [ 9 ]   |
| Rudolf Alf*              | Oberfeldwebel  | 12                        | JG 2, JG 7                  | KIFA a 26 de Novembro de 1944 | [ 7 ] [ 11 ]  |
| Herbert Aloe*            | Hauptmann      | 34                        | JG 54                       | MIA a 21 de Junho de 1944     | [ 6 ] [ 7 ]   |
| Heinz Altendorf          | Hauptmann      | 24                        | JG 53                       |                               | [ 6 ] [ 11 ]  |
| Rudolf Altendorf         | Hauptmann      | 24                        | ZG 2, NJG 3, NJG 4, NJG 5   |                               | [ 6 ] [ 7 ]   |
| Richard Altnetr          | Leutnant       | 25                        | NJG 3, NJG 5, NJG 11        |                               | [ 6 ] [ 7 ]   |
| Ernst-George Altnorthoff | Oberleutnant   | 11                        | JG 27                       |                               | [ 6 ] [ 7 ]   |
| Alfred Ambs              | Leutnant       | 7                         | JG 2, JG 7                  |                               | [ 6 ] [ 11 ]  |
| Hermann Amend*           | Unteroffizier  | 9                         | JG 5                        | KIA a 5 de Agosto de 1944     | [ 7 ] [ 11 ]  |
| Georg Amon               | Oberfeldwebel  | 9                         | JG 53                       |                               | [ 7 ] [ 11 ]  |
| Peter Andel              | Leutnant       | 6                         | JG 107, JG 108, JG 26       |                               | [ 6 ] [ 11 ]  |
| Werner Andres            | Oberstleutnant | 5                         | JG 27, JG 3, JG 2           |                               | [ 6 ] [ 7 ]   |
| Lorenz Andresen*         | Oberleutnant   | 8                         | JG 5                        | KIA a 20 de Julho de 1944     | [ 6 ] [ 11 ]  |
| Heinz Angres*            | Feldwebel      | 10                        | JG 3                        | KIA a 16 de Outubro de 1944   | [ 7 ] [ 11 ]  |
| Paul Angst               | Leutnant       | 5                         | ZG 101, JG 108, JG 3        |                               | [ 6 ] [ 11 ]  |
| Robert Anlauf*           | Feldwebel      | 10                        | JG 52                       | KIA a 28 de Março de 1945     | [ 7 ] [ 11 ]  |
| Heinz Arnold*            | Oberfeldwebel  | 49                        | JG 5, JG 7                  | KIA a 17 de Abril de 1945     | [ 6 ] [ 12 ]  |
| Walter Arnold            | Leutnant       | 6 ou 8                    | JG 27                       |                               | [ 6 ] [ 7 ]   |
| Hans-Jakob Arnoldy*      | Leutnant       | 7                         | JG 77                       | KIA a 14 de Abril de 1941     | [ 6 ] [ 13 ]  |
| Rudolf Artner            | Feldwebel      | 20                        | JG 5                        |                               | [ 14 ] [ 15 ] |
| Heinrich Asche           | Unteroffizier  | 8                         | JG 54                       |                               | [ 7 ] [ 11 ]  |
| Roloff von Aspern*       | Oberleutnant   | 18                        | JG 21, JG 76, JG 54         | MIA a 1 de Agosto de 1944     | [ 6 ] [ 7 ]   |
| Hermann Aubrecht         | Unteroffizier  | 31                        | JG 51                       |                               | [ 7 ] [ 11 ]  |
| Hans-Heinz Augenstein*   | Hauptmann      | 46                        | NJG 1                       | KIA a 7 de Dezembro de 1944   | [ 6 ] [ 16 ]  |
| Jakob Augustin*          | Leutnant       | 15                        | JG 2                        | MIA a 15 de Julho de 1942     | [ 6 ] [ 7 ]   |
| Hans Autenrieth          | Hauptmann      | 22                        | NJG 1, NJG 4                |                               | [ 6 ] [ 7 ]   |
| Alois Auth*              | Unteroffizier  | 5                         | JG 300                      | KIA a 7 de Outubro de 1944    | [ 7 ] [ 11 ]  |

### B
| Nome                      | Posto          | Vitórias durante a guerra | Unidade                                               | Notas                                                            | Fontes              |
| ------------------------- | -------------- | ------------------------- | ----------------------------------------------------- | ---------------------------------------------------------------- | ------------------- |
| Sophus Baagoe*            | Oberleutnant   | 14                        | ZG 26                                                 | KIA a 14 de Maio de 1941                                         | [ 6 ] [ 7 ]         |
| Werner Baake              | Hauptmann      | 41 ou 43                  | NJG 1                                                 |                                                                  | [ 6 ] [ 16 ]        |
| Emil Babenz*              | Oberfeldwebel  | 24                        | JG 26                                                 | KIA a 8 de Abril de 1944                                         | [ 17 ] [ 18 ]       |
| Otto Bach*                | Leutnant       | 25                        | JG 1                                                  | KIA a 26 de Novembro de 1944                                     | [ 6 ] [ 18 ]        |
| Fridolin Bachhuber*       | Feldwebel      | 11                        | JG 54                                                 | MIA a 1 de Janeiro de 1945                                       | [ 18 ] [ 11 ]       |
| Friedrich-Karl Bachmann*  | Leutnant       | 31                        | JG 52                                                 | MIA a 4 de Setembro de 1942                                      | [ 6 ] [ 18 ]        |
| Herbert Bachnick*         | Leutnant       | 80                        | JG 2, JG 28, JG 52, JG 77, JG 400, JG 301             | KIA a 7 de Agosto de 1944                                        | [ 6 ] [ 18 ]        |
| Erwin Bacsila             | Major          | 34                        | ZG 1, JG 26, JG 52, JG 77, JG 400, JG 3, JG 301, JG 3 |                                                                  | [ 6 ] [ 11 ]        |
| Johann Badum*             | Leutnant       | 54                        | JG 27, JG 77                                          | KIA a 12 de Janeiro de 1943                                      | [ 6 ] [ 18 ]        |
| Fritz Baer                | Unteroffizier  | 7 ou 8                    | JG 51                                                 |                                                                  | [ 18 ] [ 19 ]       |
| Jens Bahnsen*             | Feldwebel      | 18                        | JG 53                                                 | KIA a 19 de Agosto de 1943                                       | [ 11 ] [ 18 ]       |
| Günther Bahr              | Leutnant       | 37                        | NJG 1, NJG 4, NJG 6                                   |                                                                  | [ 6 ] [ 18 ]        |
| Hans Bar*                 | Hauptmann      | 6                         | JG 2, NJG 3, NJG 1, NJG 5                             | KIFA a 20 de Dezembro de 1943                                    | [ 6 ]               |
| Hans-Joachim Bahr*        | Leutnant       | 7 ou 8                    | JG 5                                                  | MIA a 1 de Agosto de 1944                                        | [ 6 ] [ 11 ]        |
| Wilfried Balfanz*         | Oberleutnant   | 8                         | JG 53                                                 | MIA a 1 de Agosto de 1944                                        | [ 6 ]               |
| Wilhelm Balthasar*        | Major          | 40                        | JG 27, JG 3, JG 2, JG 1                               | KIA a 3 de Julho de 1941                                         | [ 6 ] [ 11 ]        |
| Karl Heinz Bansch*        | Leutnant       | 10                        | JG 2                                                  | KIA a 17 de Setembro de 1943                                     | [ 6 ] [ 11 ]        |
| Ernst Bär*                | Hauptmann      | 11 ou 14                  | JG 2, JG 77, JG 11                                    | KIFA a 18 de Agosto de 1943                                      | [ 6 ] [ 18 ]        |
| Heinrich Bär              | Oberstleutnant | 220                       | JG 51, JG 77, JG 1, JG 3, EJG 2, JV 44                | Primeiro ás a jacto da história                                  | [ 6 ] [ 20 ]        |
| Leo Lothar Barann         | Oberfeldwebel  | 14                        | JG 11                                                 |                                                                  | [ 18 ] [ 11 ]       |
| Walter Barde              | Major          | 23                        | NJG 1, NJG 3                                          |                                                                  | [ 6 ] [ 21 ]        |
| Herbert Bareuther*        | Leutnant       | 55                        | JG 51, JG 3                                           | KIA a 30 de Abril de 1945                                        | [ 6 ] [ 11 ]        |
| Gerhard Barkhorn          | Major          | 301                       | JG 2, JG 52, JG 6, JV 44                              | Segundo maior ás da história da aviação                          | [ 18 ] [ 20 ]       |
| Friedrich Barnikel        | Oberleutnant   | 9                         | JG 52                                                 |                                                                  | [ 6 ] [ 11 ]        |
| Gerhard Bärsdorf*         | Leutnant       | 7                         | JG 300                                                | KIA a 28 de Julho de 1944                                        | [ 6 ] [ 11 ]        |
| Walter Barte              | Major          | 17 ou 20                  | NJG 3                                                 |                                                                  | [ 6 ] [ 18 ]        |
| Heinrich Bartels*         | Oberfeldwebel  | 99                        | JG 5, JG 27                                           | KIA a 23 de Dezembro de 1944                                     | [ 6 ] [ 22 ]        |
| Franz Barten*             | Hauptmann      | 52 ou 55                  | JG 51, JG 53                                          | KIA a 4 de Agosto de 1944                                        | [ 6 ] [ 18 ] [ 23 ] |
| Hieronymus Bartosch*      | Unteroffizier  | 14                        | JG 51                                                 | KIA a 21 de Fevereiro de 1944                                    | [ 18 ] [ 11 ]       |
| Erich Bartz*              | Unteroffizier  | 31                        | JG 51                                                 | KIA a 25 de Agosto de 1944                                       | [ 11 ] [ 18 ]       |
| Kurt Baten                | Feldwebel      | 24                        | JG 52, JG 1, JG 7                                     |                                                                  | [ 11 ] [ 18 ]       |
| Wilhelm Batz              | Major          | 237                       | JG 52                                                 |                                                                  | [ 6 ] [ 20 ]        |
| Helmut Baudach*           | Oberfeldwebel  | 21                        | JG 2, EKdo 262, Kdo Nowotny, JG 7                     | KIA a 22 de Fevereiro de 1945                                    | [ 18 ] [ 24 ]       |
| Alfons Bauer*             | Unteroffizier  | 5                         | JG 51                                                 | MIA a 8 de Agosto de 1941                                        | [ 11 ] [ 18 ]       |
| Franz Bauer*              | Hauptmann      | 8 ou 9                    | JG 53                                                 | KIA a 9 de Julho de 1944                                         | [ 6 ] [ 18 ]        |
| Herbert Bauer             | Major          | 11                        | StG 2, SG 103                                         | Foi o segundo piloto com mais missões realizadas em aviões Ju 87 | [ 6 ] [ 11 ]        |
| Josef Bauer*              | Feldwebel      | 6                         | JG 3                                                  | MIA a 9 de Setembro de 1940                                      | [ 11 ] [ 18 ]       |
| Konrad Bauer              | Oberleutnant   | 57                        | JG 51, JG 3, JG 300                                   |                                                                  | [ 6 ] [ 18 ]        |
| Ludwig Bauer*             | Oberleutnant   | 12                        | JG 27                                                 | MIA a 6 de Julho de 1944                                         | [ 6 ] [ 18 ]        |
| Martin Bauer              | Hauptmann      | 7, 10 ou 13               | NJG 1, NJG 6                                          |                                                                  | [ 6 ] [ 18 ] [ 11 ] |
| Viktor Bauer              | Oberst         | 106                       | JG 3, JG 51                                           |                                                                  | [ 6 ] [ 25 ]        |
| Wolfrat Bauer*            | Oberleutnant   | 5                         | NJG 1                                                 | KIA a 4 de Janeiro de 1943                                       | [ 6 ] [ 18 ]        |
| Helmut Baumann*           | Leutnant       | 23 ou 38                  | JG 51                                                 | KIA a 17 de Fevereiro de 1944                                    | [ 6 ] [ 18 ]        |
| Lothar Baumann*           | Hauptmann      | 14 ou 15                  | JG 77                                                 | KIA a 24 de Dezembro de 1944                                     | [ 6 ] [ 11 ]        |
| Erwin Baumgarten*         | Oberleutnant   | 5 ou 6                    | JG 27                                                 | KIA a 30 de Março de 1945                                        | [ 6 ] [ 11 ]        |
| Richard Baumgarten*       | Leutnant       | 5                         | JG 21, JG 52                                          | KIA a 20 de Novembro de 1941                                     | [ 6 ] [ 26 ]        |
| Albrecht Baun*            | Feldwebel      | 5                         | JG 53                                                 | MIA a 25 de Agosto de 1940                                       | [ 18 ] [ 11 ]       |
| Benno Bechel              | Leutnant       | 5                         | JG 52                                                 |                                                                  | [ 6 ] [ 11 ]        |
| Albin Beck                | Leutnant       | 6                         | JG 3                                                  |                                                                  | [ 18 ] [ 11 ]       |
| Gerhard Beck*             | Oberleutnant   | 12                        | JG 51                                                 | KIA a 11 de Janeiro de 1944                                      | [ 18 ] [ 11 ]       |
| Hans-Joachim Beck         | Oberleutnant   | 7                         | NJG 101                                               |                                                                  | [ 6 ] [ 11 ]        |
| Rudolf Beck               | Feldwebel      | 10                        | JG 51                                                 |                                                                  | [ 18 ] [ 11 ]       |
| Karl-Heinz Becker         | Feldwebel      | 7                         | NJG 11                                                |                                                                  | [ 11 ]              |
| Ludwig Becker*            | Hauptmann      | 46                        | NJG 1                                                 | KIA a 1 de Fevereiro de 1943                                     | [ 6 ] [ 16 ] [ 27 ] |
| Martin Becker             | Hauptmann      | 58                        | NJG 2, NJG 4, NJG 6                                   |                                                                  | [ 6 ] [ 11 ]        |
| Paul Becker*              | Leutnant       | 19 ou 21                  | JG 27                                                 | KIA a 29 de Junho de 1944                                        | [ 6 ] [ 11 ]        |
| Walter Becker*            | Leutnant       | 5                         | JG 3                                                  | KIA a 2 de Novembro de 1944                                      | [ 6 ] [ 11 ]        |
| Werner Beckers*           | Leutnant       | 11, 13 ou 15              | JG 2                                                  | KIA a 9 de Setembro de 1943                                      | [ 6 ] [ 11 ] [ 28 ] |
| Friedrich Beckh*          | Major          | 48                        | JG 51, JG 52                                          | KIA a 21 de Junho de 1942                                        | [ 6 ] [ 11 ]        |
| Gerhard Beckh*            | Oberleutnant   | 12                        | JG 51                                                 | KIA a 11 de Janeiro de 1944                                      | [ 6 ] [ 11 ]        |
| Erich Beckmann*           | Oberleutnant   | 8 ou 9                    | JG 53                                                 | DOW a 11 de Setembro de 1942                                     | [ 6 ] [ 11 ]        |
| Helmut Beckmann           | Leutnant       | 18                        | JG 27                                                 |                                                                  | [ 6 ] [ 28 ]        |
| Franz-Josef Beerenbrock   | Leutnant       | 117                       | JG 51                                                 |                                                                  | [ 6 ] [ 29 ]        |
| Artur Beese*              | Oberleutnant   | 22                        | JG 26                                                 | KIA a 6 de Fevereiro de 1944                                     | [ 6 ] [ 28 ]        |
| Begusch                   | Unteroffizier  | 5                         | JG 52                                                 |                                                                  | [ 11 ] [ 28 ]       |
| Günther Behrendt*         | Oberleutnant   | 7 ou 9                    | JG 2                                                  | KIA a 14 de Julho de 1943                                        | [ 6 ] [ 11 ]        |
| Wilhelm Beier             | Oberleutnant   | 38                        | NJG 2, NJG 1                                          |                                                                  | [ 6 ] [ 28 ]        |
| Alfred Beine*             |                | 6                         | JG 54                                                 | KIA a 23 de Dezembro de 1944                                     | [ 11 ] [ 28 ]       |
| Egon Graf von Biesel*     | Leutnant       | 5 ou 6                    | JG 77                                                 | KIA a 7 de Agosto de 1943                                        | [ 6 ] [ 28 ]        |
| Hans Beißwenger*          | Oberleutnant   | 152                       | JG 54                                                 | KIA a 6 de Março de 1943                                         | [ 6 ] [ 30 ]        |
| Rüdiger Belling*          | Leutnant       | 5                         | LG 2, JG 77                                           | MIA a 16 de Abril de 1943                                        | [ 11 ] [ 28 ]       |
| Theodor Bellinghausen     | Hauptmann      | 7 ou 8                    | NJG 100                                               |                                                                  | [ 6 ] [ 11 ]        |
| Albrecht Bellstedt*       | Oberleutnant   | 11                        | KG 40, ZG 1, JG 2                                     | KIA a 21 de Outubro de 1944                                      | [ 6 ] [ 28 ]        |
| Frierich Below*           | Oberleutnant   | 9                         | JG 53                                                 | KIFA a 24 de Abril de 1943                                       | [ 6 ] [ 11 ]        |
| Helmut Belser*            | Hauptmann      | 36                        | JG 27, JG 53                                          | KIFA a 19 de Junho de 1942                                       | [ 6 ] [ 11 ]        |
| Jakob Bender              | Oberleutnant   | 6                         | NJG 1, NJG 101                                        |                                                                  | [ 6 ] [ 11 ]        |
| Karl-Heinz Bendert        | Oberleutnant   | 55                        | JG 27,                                                |                                                                  | [ 6 ] [ 28 ]        |
| Benkendorff               | Leutnant       | 12                        | JG 3                                                  |                                                                  | [ 6 ] [ 11 ]        |
| Helmut Bennemann          | Oberstleutnant | 93                        | JG 52, JG 53                                          |                                                                  | [ 6 ] [ 11 ]        |
| Anton Benning             | Leutnant       | 28                        | JG 301, JG 30                                         |                                                                  | [ 6 ] [ 11 ]        |
| Sigfried Benz*            | Leutnant       | 6                         | JG 26                                                 | KIA a 24 de Dezembro de 1944                                     | [ 6 ] [ 11 ]        |
| Friedrich Berger*         | Oberleutnant   | 7                         | NJG 3                                                 | KIA a 26 de Julho de 1944                                        | [ 6 ] [ 11 ]        |
| Hans Berger               | Leutnant       | 8                         | JG 1                                                  |                                                                  | [ 6 ] [ 28 ]        |
| Horst Berger*             | Oberleutnant   | 30                        | JG 5                                                  | KIA a 8 de Maio de 1944                                          | [ 6 ] [ 28 ]        |
| Gotz Bergmann*            | Leutnant       | 16                        | JG 51                                                 | KIA a 20 de Julho de 1944                                        | [ 6 ] [ 28 ]        |
| Helmut Bergmann*          | Hauptmann      | 35 ou 36                  | NJG 4, NJG 1                                          | KIA a 6 de Agosto de 1944                                        | [ 6 ] [ 28 ]        |
| Karl Bergmann*            | Leutnant       | 11                        | JG 3                                                  | KIA a 6 de Agosto de 1942                                        | [ 6 ] [ 11 ]        |
| Bergmeier                 |                | 11                        | JG 52                                                 |                                                                  | [ 11 ] [ 28 ]       |
| Max Bernhardt*            | Unteroffizier  | 15                        | JG 51                                                 | KIA a 10 de Agosto de 1943                                       | [ 11 ] [ 28 ]       |
| Heinz-Edgar Berres*       | Hauptmann      | 52 ou 53                  | JG 27, JG 77, JG 53                                   | KIA a 25 de Julho de 1943                                        | [ 6 ] [ 11 ]        |
| Hans Berschwinger*        | Oberfeldwebel  | 20                        | NJG 1, NJG 2                                          | KIA a 15 de Fevereiro de 1944                                    | [ 11 ] [ 31 ]       |
| Hans Berthel              | Oberleutnant   | 6                         | JG 52                                                 |                                                                  | [ 6 ] [ 28 ]        |
| Günther Bertram           | Oberleutnant   | 35                        | KG 4, NJG 100                                         |                                                                  | [ 6 ] [ 28 ]        |
| Karl-Friedrich Bertram    | Major          | 8 ou 10                   | JG 3                                                  |                                                                  | [ 6 ] [ 11 ]        |
| Otto Bertram              | Major          | 16 ou 22                  | JG 2, JG 101, JG 6                                    |                                                                  | [ 6 ] [ 11 ]        |
| Arthur Beth               | Unteroffizier  | 16                        | JG 5                                                  |                                                                  | [ 11 ] [ 28 ]       |
| Hans Bethke*              | Oberleutnant   | 5                         | JG 52                                                 | DOW a 10 de Maio de 1943                                         | [ 6 ] [ 32 ]        |
| Siegfried Bethke          | Hauptmann      | 14                        | JG 2                                                  |                                                                  | [ 6 ] [ 28 ]        |
| Erich Beulich*            | Oberfeldwebel  | 10                        | JG 5                                                  | MIA a 14 de Setembro de 1943                                     | [ 11 ] [ 33 ]       |
| Ernst Beutelspacher*      | Oberleutnant   | 5                         | SG 2                                                  | KIA a 22 de Julho de 1944                                        | [ 6 ] [ 28 ]        |
| Gerhard Beutin*           | Oberfeldwebel  | 60                        | JG 54                                                 | KIA a 25 de Junho de 1943                                        | [ 6 ] [ 28 ]        |
| Franz Beyer*              | Major          | 81 ou 83                  | JG 3                                                  | KIA a 11 de Fevereiro de 1944                                    | [ 6 ] [ 28 ]        |
| Georg Beyer               | Hauptmann      | 7 ou 8                    | JG 26                                                 |                                                                  | [ 6 ] [ 28 ]        |
| Heinz Beyer               | Oberfeldwebel  | 33                        | JG 5                                                  |                                                                  | [ 11 ] [ 34 ]       |
| Helmut Biederbick         | Oberleutnant   | 18                        | JG 1                                                  |                                                                  | [ 6 ] [ 28 ]        |
| Werner Bielenfeld         | Leutnant       | 21                        | JG 21, JG 51                                          |                                                                  | [ 6 ] [ 11 ]        |
| Heinrich Bierwirth*       | Oberfeldwebel  | 8                         | JG 26                                                 | KIA a 27 de Novembro de 1942                                     | [ 11 ] [ 28 ]       |
| Ludwig Bietmann*          | Hauptmann      | 7                         | NJG 1                                                 | KIA a 10 de Setembro de 1942                                     | [ 6 ] [ 28 ]        |
| Josef Bigge               | Leutnant       | 8                         | JG 2                                                  |                                                                  | [ 6 ] [ 28 ]        |
| Alfred Bilek              | Feldwebel      | 5                         | JG 3                                                  |                                                                  | [ 11 ] [ 35 ]       |
| Fritz Bilfinger*          | Oberleutnant   | 19                        | JG 52, JG 1                                           | KIA a 25 de Dezembro de 1944                                     | [ 6 ] [ 35 ]        |
| Heinz Birk                | Oberfeldwebel  | 14                        | JG 5                                                  |                                                                  | [ 11 ] [ 35 ]       |
| Hans-Jörg Birkenstock*    | Oberleutnant   | 7                         | NJG 6                                                 | KIA a 19 de Maio de 1944                                         | [ 6 ] [ 35 ]        |
| Heinz Birkigt*            | Feldwebel      | 5                         | JG 11                                                 | MIA a 25 de Agosto de 1944                                       | [ 11 ] [ 35 ]       |
| Hans-Joachim Birkner*     | Leutnant       | 117                       | JG 52                                                 | KIFA a 14 de Dezembro de 1944                                    | [ 6 ] [ 29 ]        |
| Rolf Bischoff*            | Leutnant       | 6                         | JG 2, JG 102                                          | KIA a 23 de Fevereiro de 1945                                    | [ 6 ] [ 11 ]        |
| Emil Bitsch*              | Hauptmann      | 108                       | JG 3                                                  | KIA a 15 de Março de 1944                                        | [ 6 ] [ 25 ]        |
| Helmut Bittkau            | Oberleutnant   | 11                        | JG 5, JG 54                                           |                                                                  | [ 6 ] [ 11 ]        |
| Gustav Blasy*             | Leutnant       | 7                         | JG 77                                                 | KIA a 5 de Maio de 1943                                          | [ 6 ] [ 11 ]        |
| Franz Blazytko            | Oberfeldwebel  | 30 ou 31                  | JG 27                                                 |                                                                  | [ 11 ] [ 35 ]       |
| Joachim Blechschmidt*     | Oberstleutnant | 17                        | ZG 1                                                  | MIA a 13 de Julho de 1943                                        | [ 6 ] [ 11 ]        |
| Alfred Bleck*             | Unteroffizier  | 5                         | JG 54                                                 | KIA a 4 de Janeiro de 1943                                       | [ 11 ] [ 35 ]       |
| Günther Bleckmann*        | Major          | 27 ou 33                  | SG 1, SG 2                                            | KIA a 4 de Junho de 1944                                         | [ 6 ] [ 35 ]        |
| Friedrich Blessin         | Oberfeldwebel  | 10                        | JG 52                                                 |                                                                  | [ 11 ] [ 35 ]       |
| Paul Bley*                | Oberleutnant   | 9                         | ZG 26, JG 6                                           | KIFA a 28 de Outubro de 1944                                     | [ 6 ] [ 11 ]        |
| Paul Bleyer               | Feldwebel      | 9                         | JG 2                                                  |                                                                  | [ 11 ] [ 35 ]       |
| Alexander Bleymüller*     | Leutnant       | 10                        | JG 2, JG 53                                           | MIA a 13 de Maio de 1943                                         | [ 6 ] [ 35 ]        |
| Christoph Blüm            | Oberfeldwebel  | 6                         | JG 301                                                |                                                                  | [ 11 ] [ 35 ]       |
| Walter Blume              | Major          | 14                        | JG 26, JG 27                                          |                                                                  | [ 6 ] [ 35 ]        |
| Hans-Ekkehard Bob         | Major          | 59 ou 60                  | JG 54, JG 3, JG 51, EJG 2, JV 44                      |                                                                  | [ 6 ] [ 35 ]        |
| Horst Bochmann*           | Unteroffizier  | 14                        | JG 77                                                 | MIA a 1 de Agosto de 1941                                        | [ 11 ] [ 35 ]       |
| Eberhard Bock*            | Hauptmann      | 28                        | JG 3, JG 1, JG 104, JG 27                             | KIA a 28 de Maio de 1944                                         | [ 6 ] [ 35 ]        |
| Heinz Bock*               | Leutnant       | 5                         | NJG 1                                                 | KIA a 3 de Outubro de 1943                                       | [ 6 ] [ 11 ]        |
| Rolf Bockemeyer           | Oberleutnant   | 6 ou 7                    | NJG 1, NJG 5                                          |                                                                  | [ 6 ] [ 11 ]        |
| Johannes Bockheim         | Leutnant       | 5                         | JG 3                                                  |                                                                  | [ 6 ]               |
| Adolf Böckl               | Feldwebel      | 10                        | JG 26                                                 |                                                                  | [ 35 ] [ 36 ]       |
| Karl Boehm-Tettelbach     | Major          | 6 ou 10                   | ZG 26                                                 |                                                                  | [ 6 ] [ 11 ]        |
| Ludwig Böes*              | Oberfähnrich   | 9                         | JG 54                                                 | KIA a 26 de Janeiro de 1945                                      | [ 11 ] [ 35 ]       |
| Walter Bohatsch           | Oberleutnant   | 13 ou 18                  | JG 7, JG 3                                            |                                                                  | [ 6 ] [ 35 ]        |
| Gerhard Böhmel*           | Oberleutnant   | 5 ou 10                   | NJG 3                                                 | KIA a 28 de Fevereiro de 1942                                    | [ 6 ]               |
| Paul Bohn*                | Oberleutnant   | 6                         | KG 54, NJG 2                                          | KIA a 26 de Junho de 1941                                        | [ 6 ] [ 11 ]        |
| Kurt Bohn*                | Feldwebel      | 5                         | JG 26                                                 | KIA a 25 de Abril de 1942                                        | [ 11 ] [ 35 ]       |
| Paul Bohn*                | Oberleutnant   | 6                         | NJG 2, KG 28                                          | KIA a 26 de Junho de 1941                                        | [ 6 ] [ 37 ]        |
| Otto Böhner               | Hauptmann      | 5 ou 9                    | JG 53, JG 400                                         |                                                                  | [ 6 ] [ 11 ]        |
| Burchard Böker*           | Oberleutnant   | 13 ou 16                  | JG 77                                                 | MIA a 30 de Dezembro de 1942                                     | [ 6 ] [ 35 ]        |
| Ulrich Bolm               | Oberleutnant   | 11                        | JG 11                                                 |                                                                  | [ 11 ] [ 35 ]       |
| Karl Bolte*               | Leutnant       | 6                         | JG 3, JG 27                                           | KIA a 20 de Abril de 1944                                        | [ 11 ] [ 35 ]       |
| Helmut-Felix Bolz         | Major          | 14                        | JG 2                                                  |                                                                  | [ 6 ] [ 35 ]        |
| Kurt Bolz                 | Unteroffizier  | 5                         | JG 3                                                  |                                                                  | [ 11 ] [ 35 ]       |
| Heinz Bolze*              | Leutnant       | 5                         | JG 2                                                  | KIA a 24 de Junho de 1941                                        | [ 11 ] [ 35 ]       |
| Eckart-Wilhelm von Bonin  | Major          | 37                        | NJG 1                                                 |                                                                  | [ 6 ] [ 35 ]        |
| Hubertus von Bonin*       | Oberstleutnant | 73                        | JG 26, JG 52, JG 54                                   | KIA a 15 de Dezembro de 1943                                     | [ 6 ] [ 35 ]        |
| Kurt Bonow                | Major          | 8                         | NJG 5                                                 |                                                                  | [ 6 ] [ 35 ]        |
| Herbert Bönsch*           | Hauptmann      | 9 ou 12                   | NJG 2                                                 | KIA a 1 de Agosto de 1942                                        | [ 6 ] [ 35 ]        |
| Hans Boos*                | Oberleutnant   | 41 ou 42                  | JG 51                                                 | KIA a 21 de Abril de 1943                                        | [ 6 ] [ 35 ]        |
| Adolf Borchers            | Major          | 132                       | JG 51, JG 52                                          |                                                                  | [ 6 ] [ 38 ]        |
| Hans-Jürgen Borchers      | Hauptmann      | 5                         | JG 3                                                  |                                                                  | [ 6 ] [ 11 ]        |
| Walter Borchers*          | Oberstleutnant | 59                        | ZG 76, NJG 3, NJG 5                                   | KIA a 6 de Março de 1945                                         | [ 6 ] [ 39 ]        |
| Eberhard von Boremski     | Hauptmann      | 104                       | JG 3, EJG 1                                           |                                                                  | [ 6 ] [ 11 ]        |
| Heinz Born*               | Feldwebel      | 5                         | JG 1                                                  | KIA a 4 de Maio de 1944                                          | [ 11 ] [ 39 ]       |
| Karl Born*                | Unteroffizier  | 5                         | JG 27                                                 | KIA a 9 de Setembro de 1940                                      | [ 11 ] [ 39 ]       |
| Karl Bornemann*           | Unteroffizier  | 5                         | JG 54                                                 | MIA a 30 de Novembro de 1941                                     | [ 11 ] [ 39 ]       |
| Ernst Börngen             | Major          | 38 ou 41                  | JG 27                                                 |                                                                  | [ 6 ] [ 39 ]        |
| Hans-Joachim Borreck*     | Unteroffizier  | 6                         | JG 26                                                 | KIA a 6 de Novembro de 1944                                      | [ 11 ] [ 39 ]       |
| Karl Borris               | Major          | 43                        | JG 26                                                 |                                                                  | [ 6 ] [ 39 ]        |
| Oskar Bösch               | Feldwebel      | 18                        | JG 3                                                  |                                                                  | [ 11 ] [ 39 ]       |
| Heinrich Bosin*           | Feldwebel      | 10                        | JG 54                                                 | KIA a 14 de Outubro de 1943                                      | [ 11 ] [ 39 ]       |
| Harry von Bülow-Bothkamp  | Oberst         | 12                        | JG 77, JG 2, NJG 101                                  | Ás da aviação em ambas as guerras mundiais                       | [ 40 ]              |
| Herbert Böttcher          | Hauptmann      | 25                        | JG 2, JG 77                                           |                                                                  | [ 11 ] [ 39 ]       |
| Karl Böttner              | Feldwebel      | 25                        | JG 77                                                 |                                                                  | [ 11 ] [ 39 ]       |
| Wolfgang Böwing-Treuding* | Oberleutnant   | 46                        | JG 51                                                 | KIA a 11 de Fevereiro de 1943                                    | [ 6 ] [ 39 ]        |
| Franz Bozicek             |                | 5                         | JG 5                                                  |                                                                  | [ 11 ] [ 41 ]       |
| Kurt Braasch*             | Feldwebel      | 13                        | JG 53                                                 | MIA a 2 de Abril de 1944                                         | [ 11 ] [ 39 ]       |
| Paul Brachmeyer*          | Unteroffizier  | 12 ou 13                  | JG 52                                                 | KIA a 26 de Agosto de 1944                                       | [ 11 ] [ 39 ]       |
| Richard Brand*            | Oberfeldwebel  | 32                        | JG 51                                                 | MIA a 28 de Agosto de 1943                                       | [ 11 ] [ 39 ]       |
| Heinz-Helmut Brandes*     | Oberleutnant   | 11                        | ZG 1, JG 11                                           | KIA a 28 de Maio de 1944                                         | [ 6 ] [ 39 ]        |
| Felix-Maria Brandis*      | Oberleutnant   | 14 ou 18                  | JG 5, JG 77                                           | KIA a 2 de Fevereiro de 1942                                     | [ 6 ] [ 11 ]        |
| Kurt Brändle*             | Major          | 180                       | JG 53, JG 3                                           | KIA a 3 de Novembro de 1943                                      | [ 6 ] [ 8 ]         |
| Fritz Brandt              | Oberleutnant   | 8                         | NJG 3                                                 |                                                                  | [ 6 ] [ 39 ]        |
| Josef Brandt              | Leutnant       | 5                         | JG 3                                                  |                                                                  | [ 6 ] [ 11 ]        |
| Paul Brandt*              | Leutnant       | 30 ou 34                  | JG 54                                                 | KIA a 24 de Dezembro de 1944                                     | [ 6 ] [ 39 ]        |
| Walter Brandt             | Oberleutnant   | 42 ou 57                  | LG 2, JG 77, JG 3                                     |                                                                  | [ 6 ] [ 11 ]        |
| Klaus Brauer*             | Oberleutnant   | 10                        | JG 52                                                 | MIA a 28 de Agosto de 1942                                       | [ 6 ]               |
| Helmut Braukmann          | Oberfeldwebel  | 12                        | JG 77                                                 |                                                                  | [ 6 ] [ 42 ]        |
| Erhard Braune             | Major          | 14                        | JG 27, JG 1                                           |                                                                  | [ 6 ] [ 39 ]        |
| Wilhelm Brauns            | Oberleutnant   | 6                         | NJG 2                                                 |                                                                  | [ 6 ] [ 11 ]        |
| Georg Brauschirn*         | Leutnant       | 5                         | JG 54                                                 | KIA a 16 de Agosto de 1941                                       | [ 6 ] [ 39 ]        |
| Josef Brechtl*            | Feldwebel      | 27                        | JG 54                                                 | MIA a 6 de Janeiro de 1943                                       | [ 11 ] [ 39 ]       |
| Hans-Heinreich Breitfeld* | Hauptmann      | 6 ou 9                    | NJG 5                                                 | KIA a 9 de Abril de 1945                                         | [ 6 ] [ 39 ]        |
| Peter Bremer              | Unteroffizier  | 40                        | JG 54                                                 |                                                                  | [ 11 ] [ 43 ]       |
| Joachim Brendel           | Hauptmann      | 189                       | JG 51                                                 | 90 das suas vitórias foram contra aviões Il-2                    | [ 6 ] [ 8 ]         |
| Martin Brendel*           | Leutnant       | 5                         | JG 2                                                  | KIA a 26 de Junho de 1944                                        | [ 6 ] [ 11 ]        |
| Heinz Bretnütz*           | Hauptmann      | 32 ou 34                  | JG 53                                                 | DOW a 27 de Junho de 1941                                        | [ 6 ] [ 39 ]        |
| Klaus Bretschneider*      | Oberleutnant   | 31 ou 34                  | JG 300                                                | KIA a 24 de Dezembro de 1944                                     | [ 6 ] [ 39 ]        |
| Wendolin Breukel*         | Leutnant       | 13 ou 14                  | NJG 2                                                 | KIFA a 1 de Março de 1944                                        | [ 6 ] [ 39 ]        |
| Adolf Breves              | Hauptmann      | 17 ou 18                  | NJG 1                                                 |                                                                  | [ 6 ] [ 39 ]        |
| Walter Briegleb           | Oberleutnant   | 25                        | NJG 2                                                 | No dia 1 de Maio de 1945 voou até Portugal                       | [ 6 ] [ 39 ]        |
| Karl Brill                | Leutnant       | 33 ou 52                  | JG 54                                                 |                                                                  | [ 6 ] [ 39 ]        |
| Arnold Bringmann          | Feldwebel      | 35                        | JG 3                                                  |                                                                  | [ 11 ] [ 39 ]       |
| Franz Brinkhaus           | Hauptmann      | 25                        | NJG 2, NJG 3                                          |                                                                  | [ 6 ] [ 11 ]        |
| Arnold Brinkmann          | Hauptmann      | 16                        | NJG 3                                                 |                                                                  | [ 6 ] [ 39 ]        |
| Fritz Brinkmann           | Hauptmann      | 16                        | NJG 3                                                 |                                                                  | [ 6 ] [ 11 ]        |
| Fritz Brinkmann*          | Hauptmann      | 5                         | JG 301                                                | KIA a 26 de Novembro de 1944                                     | [ 6 ]               |
| Hugo Broch                | Leutnant       | 81                        | JG 54                                                 |                                                                  | [ 6 ] [ 39 ]        |
| Fritz Brock               | Hauptmann      | 6 ou 8                    | JG 54                                                 |                                                                  | [ 6 ] [ 44 ]        |
| Horst Brock*              | Oberleutnant   | 17                        | JG 3, JG 53                                           | KIA a 3 de Novembro de 1943                                      | [ 6 ] [ 11 ]        |
| Jürgen Brocke*            | Leutnant       | 42                        | JG 77                                                 | KIA a 15 de Setembro de 1942                                     | [ 6 ] [ 39 ]        |
| Herbert Broennle*         | Oberleutnant   | 58 ou 59                  | JG 54, JG 53                                          | KIA a 4 de Julho de 1943                                         | [ 6 ] [ 11 ]        |
| Wilhelm Bromen            | Oberleutnant   | 7                         | SG 151, SG 9                                          |                                                                  | [ 6 ] [ 11 ]        |
| Hugo Brönner              | Oberleutnant   | 10                        | JG 51                                                 |                                                                  | [ 6 ] [ 39 ]        |
| Karl Broo                 | Oberleutnant   | 8                         | JG 53                                                 |                                                                  | [ 6 ] [ 11 ]        |
| Heinrich Brücher*         | Feldwebel      | 10 ou 14                  | JG 51, JG 54                                          | KIA a 31 de Janeiro de 1944                                      | [ 11 ] [ 39 ]       |
| Edmund Brucki*            | Oberleutnant   | 6 ou 7                    | JG 3                                                  | KIA a 21 de Julho de 1942                                        | [ 6 ] [ 11 ]        |
| Friedrich Bruckmann*      | Leutnant       | 28                        | JG 52                                                 | DOW a 20 de Julho de 1942                                        | [ 6 ] [ 11 ]        |
| Heinrich Bruhn*           | Feldwebel      | 9                         | JG 54                                                 | MIA a 30 de Dezembro de 1942                                     | [ 11 ] [ 45 ]       |
| Otto Brüning*             | Leutnant       | 12                        | JG 300                                                | KIA a 30 de Janeiro de 1944                                      | [ 6 ] [ 11 ]        |
| Helmut Brunke*            | Unteroffizier  | 8                         | JG 51                                                 | KIA a 13 de Março de 1943                                        | [ 11 ] [ 45 ]       |
| Albert Brunner*           | Oberfeldwebel  | 53                        | JG 5                                                  | KIA a 7 de Maio de 1943                                          | [ 6 ] [ 45 ]        |
| Josef Brunner*            | Feldwebel      | 7                         | NJG 1, NJG 6                                          | KIA a 25 de Março de 1945                                        | [ 11 ] [ 45 ]       |
| Arthur Brutzner*          | Hauptmann      | 11                        | JG 77                                                 | KIA a 12 de Maio de 1942                                         | [ 6 ] [ 11 ]        |
| Eduard Bubel*             | Oberfeldwebel  | 13                        | JG 11, JG 54                                          | KIFA a 25 de Abril de 1945                                       | [ 11 ] [ 45 ]       |
| Ludwig Buchheit*          | Feldwebel      | 10 ou 13                  | JG 52                                                 | KIA a 9 de Agosto de 1944                                        | [ 11 ] [ 45 ]       |
| Erich Buchholz            | Oberleutnant   | 6                         | JG 1, JG 101                                          |                                                                  | [ 6 ] [ 11 ]        |
| Friedrich Buchholz*       | Major          | 10                        | NJG 1                                                 | KIA a 4 de Agosto de 1944                                        | [ 11 ] [ 45 ]       |
| Horst Buchholz            | Leutnant       | 5                         | JG 51, JG 27                                          |                                                                  | [ 6 ] [ 11 ]        |
| Hermann Buchner           | Leutnant       | 58                        | SG 2, JG 7, Kdo. Nowotny                              | Doze das suas vitórias foram alcançadas com o Me 262             | [ 6 ] [ 11 ]        |
| Max Bucholz               | Major          | 28 ou 30                  | JG 3, JG 5, JG 101                                    |                                                                  | [ 6 ] [ 11 ]        |
| Alfred Budde*             | Leutnant       | 21                        | JG 54                                                 | KIA a 27 de Dezembro de 1944                                     | [ 6 ] [ 45 ]        |
| Horst Buddenhagen*        | Leutnant       | 6 ou 7                    | LG 2, JG 3                                            | KIA a 25 de Junho de 1941                                        | [ 6 ] [ 45 ]        |
| Wilhelm Budke             | Feldwebel      | 15                        | JG 53                                                 |                                                                  | [ 11 ] [ 45 ]       |
| Karl Bugaj*               | Leutnant       | 6                         | JG 1                                                  | KIA a 12 de Abril de 1943                                        | [ 6 ] [ 45 ]        |
| Adolf Buhl*               | Oberleutnant   | 8                         | LG 2                                                  | KIA a 27 de Setembro de 1940                                     | [ 6 ] [ 45 ]        |
| Kurt Bühligen             | Oberstleutnant | 112                       | JG 2                                                  |                                                                  | [ 6 ] [ 25 ]        |
| Günther Bülow             | Leutnant       | 7                         | JG 2                                                  |                                                                  | [ 6 ] [ 46 ]        |
| Hokan Bülow*              | Oberleutnant   | 6                         | JG 54                                                 | MIA a 13 de Maio de 1942                                         | [ 11 ] [ 45 ]       |
| Kurt Bundrock             | Oberfeldwebel  | 49                        | NJG 1                                                 |                                                                  | [ 6 ] [ 47 ]        |
| Helmut Bunje              | Oberfeldwebel  | 1                         | NJG 6                                                 |                                                                  | [ 6 ] [ 45 ]        |
| Johannes Bunzek*          | Leutnant       | 75                        | JG 52                                                 | MIA a 11 de Dezembro de 1943                                     | [ 6 ] [ 48 ]        |
| Eberhard Burath           | Oberleutnant   | 7                         | JG 1, JG 51                                           |                                                                  | [ 6 ] [ 11 ]        |
| Johannes Burda*           | Feldwebel      | 7                         | JG 3                                                  | KIFA a 3 de Outubro de 1944                                      | [ 11 ] [ 45 ]       |
| Horst Bürger*             | Unteroffizier  | 12                        | JG 54                                                 | KIA a 1 de Agosto de 1943                                        | [ 11 ] [ 45 ]       |
| Wilhelm Bürggraf*         | Hauptmann      | 6 ou 10                   | JG 301                                                | KIA a 21 de Novembro de 1944                                     | [ 6 ] [ 11 ]        |
| Alfred Burk               | Oberleutnant   | 28                        | JG 52, JG 27                                          |                                                                  | [ 6 ] [ 45 ]        |
| Joachim Burkel            | Unteroffizier  | 5                         | JG 77, JG 7                                           |                                                                  | [ 11 ] [ 45 ]       |
| Erich Burkert             | Oberleutnant   | 8                         | JG 54, JG 26                                          |                                                                  | [ 45 ]              |
| Lutz-Wilhelm Burkhardt    | Hauptmann      | 58, 68 ou 69              | JG 77, JG 1                                           |                                                                  | [ 6 ] [ 45 ]        |
| Josef Bürschgens          | Hauptmann      | 10                        | JG 26                                                 |                                                                  | [ 6 ] [ 45 ]        |
| Erwin Busch               | Oberleutnant   | 8                         | JG 26, SG 10, SG 4                                    |                                                                  | [ 6 ] [ 45 ]        |
| Rudolf Busch*             | Hauptmann      | 40                        | JG 51                                                 | KIFA a 17 de Janeiro de 1943                                     | [ 6 ] [ 45 ]        |
| Franz Buschmann*          | Hauptmann      | 8 ou 8                    | NJG 1                                                 | KIA a 27 de Junho de 1944                                        | [ 6 ] [ 45 ]        |
| Hubert Büschmann*         | Leutnant       | 22                        | JG 3                                                  | KIA a 16 de Agosto de 1944                                       | [ 6 ] [ 45 ]        |
| Günter Büsgen             | Hauptmann      | 6                         | JG 52                                                 |                                                                  | [ 6 ] [ 45 ]        |
| Heinz Busse*              | Oberleutnant   | 19 ou 22                  | JG 51                                                 | KIA a 25 de Agosto de 1944                                       | [ 6 ] [ 45 ]        |
| Joachim Bussert           | Oberfeldwebel  | 14                        | JG 51                                                 |                                                                  | [ 11 ] [ 45 ]       |
| Rolf Bussmann             | Hauptmann      | 24                        | NJG 1, NJG 5                                          |                                                                  | [ 6 ] [ 45 ]        |
| Alfred Büthe              | Feldwebel      | 5                         | JG 300                                                |                                                                  | [ 11 ] [ 45 ]       |
| Erich Büttner*            | Oberfeldwebel  | 24                        | EKdo 262, Kdo Nowotny, JG 7                           | KIA a 20 de Março de 1945                                        | [ 49 ] [ 50 ]       |
| Herbert Büttner           | Unteroffizier  | 7                         | JG 77                                                 |                                                                  | [ 11 ] [ 45 ]       |
| Johannes Büttner          |                | 16                        | JG 51                                                 |                                                                  | [ 11 ] [ 51 ]       |
| Bruno Buzzi               | Unteroffizier  | 9                         | JG 5                                                  |                                                                  | [ 11 ] [ 52 ]       |

### C
| Nome                        | Posto         | Vitórias durante a guerra | Unidade       | Notas                       | Fontes        |
| --------------------------- | ------------- | ------------------------- | ------------- | --------------------------- | ------------- |
| Horst Carganico*            | Major         | 60                        | JG 5, JG 77   | KIA a 27 de Maio de 1944    | [ 6 ] [ 53 ]  |
| Fritz Carstens              | Oberleutnant  | 6                         | NJG 5, NJG 4  |                             | [ 6 ] [ 54 ]  |
| Franz Cech                  | Feldwebel     | 33                        | JG 3          |                             | [ 11 ] [ 55 ] |
| Kurt Celtjen                | Oberfeldwebel | 54                        | JG 54         |                             | [ 45 ] [ 56 ] |
| Werner Cetto                | Unteroffizier | 10                        | JG 3          |                             | [ 57 ] [ 58 ] |
| Georg Christl               | Major         | 7                         | ZG 26, JGr 10 |                             | [ 6 ] [ 11 ]  |
| Herbert Christmann*         | Oberleutnant  | 6                         | JG 11         | KIA a 20 de Agosto de 1944  | [ 6 ] [ 57 ]  |
| Ernst Christof*             | Feldwebel     | 9                         | JG 26         | KIA a 30 de Julho de 1943   | [ 59 ] [ 57 ] |
| Johannes Claassen*          | Leutnant      | 6 ou 7                    | ZG 1, ZG 26   | KIA a 11 de Janeiro de 1944 | [ 6 ] [ 11 ]  |
| Emil Clade                  | Hauptmann     | 27                        | JG 27         |                             | [ 6 ] [ 57 ]  |
| Georg Claus*                | Oberleutnant  | 17                        | JG 51         | MIA a 1 de Agosto de 1944   | [ 6 ] [ 57 ]  |
| Erwin Clausen*              | Major         | 132                       | JG 77, JG 11  | KIA a 4 de Outubro de 1943  | [ 6 ] [ 38 ]  |
| Hans Clausen                | Feldwebel     | 15 ou 19                  | JG 54         |                             | [ 57 ] [ 11 ] |
| Kurt Clemens*               | Unteroffizier | 6                         | JG 3          | KIA a 27 de Janeiro de 1945 | [ 57 ] [ 11 ] |
| Max Clerico                 | Oberleutnant  | 7                         | JG 21, JG 54  |                             | [ 6 ] [ 57 ]  |
| Wolf-Dieter Coester*        | Leutnant      | 5                         | JG 52         | KIA a 20 de Março de 1943   | [ 6 ] [ 11 ]  |
| Helmut Conter               | Leutnant      | 15                        | NJG 100       |                             | [ 60 ]        |
| Heino Cordes                | Leutnant      | 62                        | JG 54         |                             | [ 6 ] [ 57 ]  |
| Friedrich-Franz von Cramon* | Leutnant      | 5                         | JG 3          | MIA a 1 de Agosto de 1944   | [ 6 ] [ 57 ]  |
| Wilhelm Crinius             | Leutnant      | 114                       | JG 53         |                             | [ 6 ] [ 29 ]  |
| Peter Crump                 | Leutnant      | 31                        | JG 26         |                             | [ 6 ] [ 57 ]  |
| Hans-Gunnar Culemann        | Oberleutnant  | 13 ou 14                  | JG 27         |                             | [ 6 ] [ 11 ]  |
| Franz Czech                 | Feldwebel     | 60 ou 65                  | JG 3          |                             | [ 53 ]        |

### D
| Nome                 | Posto         | Vitórias durante a guerra | Unidade                     | Notas                                                          | Fontes        |
| -------------------- | ------------- | ------------------------- | --------------------------- | -------------------------------------------------------------- | ------------- |
| Walther Dahl         | Oberst        | 128 ou 129                | JG 3, JG 300                |                                                                | [ 38 ] [ 57 ] |
| Hans Dahmen*         | Unteroffizier | 5 ou 7                    | JG 300                      | KIA a 3 de Fevereiro de 1945                                   | [ 11 ] [ 57 ] |
| Hugo Dahmer          | Hauptmann     | 57                        | JG 26, JG 5, JG 2           |                                                                | [ 6 ] [ 57 ]  |
| Helmut Dahms         | Oberfeldwebel | 24                        | NJG 100                     |                                                                | [ 11 ] [ 57 ] |
| Friedrich Dahn*      |               | 25 ou 26                  | JG 5                        | MIA a 25 de Maio de 1942                                       | [ 6 ] [ 11 ]  |
| Paul-Heinrich Dähne* | Hauptmann     | 99                        | JG 52, JG 1                 | KIFA a 24 de Abril de 1945                                     | [ 6 ] [ 57 ]  |
| Hans Dammers*        | Leutnant      | 113                       | JG 52                       | DOW a 17 de Março de 1944                                      | [ 25 ] [ 57 ] |
| Franz Daspelgruber*  | Oberleutnant  | 46                        | JG 3                        | MIA a 12 de Julho de 1943                                      | [ 6 ] [ 57 ]  |
| Rudi Dassow*         | Leutnant      | 22                        | ZG 76, JG 6                 | MIA a 25 de Agosto de 1944                                     | [ 6 ] [ 57 ]  |
| Artur Dau            | Oberfeldwebel | 7                         | JG 20, JG 51                |                                                                | [ 11 ] [ 57 ] |
| Heinrich Davier*     | Unteroffizier | 20                        | JG 52                       | KIA a 25 de Dezembro de 1944                                   | [ 11 ] [ 57 ] |
| Heinz de Fries       | Unteroffizier | 20                        | NJG 100                     |                                                                | [ 11 ] [ 57 ] |
| Franz Decker         | Feldwebel     | 16                        | JG 52                       |                                                                | [ 11 ] [ 57 ] |
| Karl Decker*         | Oberleutnant  | 40                        | JG 52                       | KIA a 27 de Agosto de 1942                                     | [ 6 ] [ 57 ]  |
| Karl Degener         | Feldwebel     | 12 ou 14                  | JG 5, JG 6, JG 7            |                                                                | [ 11 ] [ 57 ] |
| Herbert Dehrmann*    | Feldwebel     | 12 ou 14                  | JG 3                        | KIA a 6 de Agosto de 1944                                      | [ 11 ] [ 57 ] |
| Joachim Deicke       | Oberleutnant  | 14                        | JG 77                       |                                                                | [ 6 ] [ 57 ]  |
| Richard Delakowitz   | Oberleutnant  | 7                         | NJG 4                       |                                                                | [ 6 ] [ 11 ]  |
| Karl-Emil Demuth     | Oberleutnant  | 16                        | JG 1                        |                                                                | [ 6 ] [ 57 ]  |
| Gustav Denk*         | Oberleutnant  | 67                        | JG 52                       | KIA a 13 de Fevereiro de 1943                                  | [ 6 ] [ 57 ]  |
| Robert Denzel*       | Leutnant      | 9                         | NJG 1                       | KIA a 26 de Junho de 1943                                      | [ 6 ] [ 11 ]  |
| Paul-Rudolf Deterra* | Oberleutnant  | 19 ou 20                  | JG 54                       | MIA a 16 de Julho de 1944                                      | [ 6 ] [ 11 ]  |
| Alfred Dettke*       | Feldwebel     | 33 ou 45                  | JG 54                       | KIA a 5 de Janeiro de 1943                                     | [ 11 ] [ 57 ] |
| Heinz Deuschle*      | Hauptmann     | 5                         | JG 5                        | KIA a 27 de Maio de 1944                                       | [ 6 ]         |
| Adolf Dickfeld       | Oberst        | 136                       | JG 52, JG 2, JG 11          |                                                                | [ 30 ] [ 57 ] |
| Erwin Diekwisch      | Hauptmann     | 12                        | StG 1, SG 5, KG 200         | Também destruiu 64 tanques, um contratorpedeiro e um submarino | [ 6 ] [ 11 ]  |
| Werner Dienst        | Feldwebel     | 11                        | JG 52                       |                                                                | [ 11 ] [ 61 ] |
| Hans Diepen          | Leutnant      | 8 ou 13                   | JG 5                        |                                                                | [ 6 ] [ 61 ]  |
| Hans U. Diepen*      | Oberfähnrich  | 11                        | JG 54                       | KIA a 11 de Novembro de 1942                                   | [ 11 ] [ 61 ] |
| Rolf Diergardt*      | Leutnant      | 29 ou 30                  | JG 3                        | MIA a 11 de Agosto de 1942                                     | [ 6 ] [ 61 ]  |
| Ulrich Diesing       | Generalmajor  | 15                        | ZG 1                        |                                                                | [ 6 ] [ 11 ]  |
| Manfred Dieterle     | Oberleutnant  | 10 ou 13                  | NJG 200                     |                                                                | [ 6 ] [ 11 ]  |
| Klaus Dietrich       | Feldwebel     | 17 ou 18                  | JG 51                       |                                                                | [ 6 ] [ 61 ]  |
| Gottfried Dietze     | Leutnant      | 5                         | JG 26                       |                                                                | [ 6 ] [ 11 ]  |
| August Dilling*      | Oberfeldwebel | 51                        | JG 3, JG 1                  | KIA a 14 de Junho de 1944                                      | [ 6 ] [ 61 ]  |
| Wilhelm Dimter*      | Oberleutnant  | 8                         | NJG 1, NJG 2                | KIA a 17 de Setembro de 1942                                   | [ 6 ] [ 61 ]  |
| Fritz Dinger*        | Oberleutnant  | 67                        | JG 53                       | KIA a 27 de Julho de 1943                                      | [ 6 ] [ 61 ]  |
| Hans-Georg Dippel*   | Hauptmann     | 21                        | JG 26                       | KIFA a 8 de Maio de 1944                                       | [ 6 ] [ 61 ]  |
| Hans Dirksen*        | Feldwebel     | 5                         | JG 26                       | KIA a 21 de Setembro de 1943                                   | [ 11 ] [ 61 ] |
| Heinrich Dittlmann*  | Oberfeldwebel | 57 ou 61                  | JG 51                       | KIA a 23 de Fevereiro de 1944                                  | [ 6 ] [ 61 ]  |
| Anton Döbele*        | Leutnant      | 94                        | JG 54                       | KIA a 11 de Novembro de 1943                                   | [ 6 ] [ 61 ]  |
| Max Dobislav         | Major         | 15                        | JG 101, JG 27               |                                                                | [ 6 ] [ 61 ]  |
| Hans Döbrich         | Feldwebel     | 65                        | JG 5                        |                                                                | [ 6 ] [ 11 ]  |
| Erich Dobrick        | Oberleutnant  | 9                         | JG 11                       |                                                                | [ 6 ] [ 61 ]  |
| Wolfrum Doegen*      | Unteroffizier | 8                         | JG 51                       | MIA a 11 de Novembro de 1942                                   | [ 11 ] [ 61 ] |
| Hartwig Dohse*       | Leutnant      | 21 ou 24                  | JG 3                        | MIA a 31 de Julho de 1943                                      | [ 6 ] [ 11 ]  |
| Kurt Dombacher       | Oberleutnant  | 68                        | JG 5, JG 51                 |                                                                | [ 6 ] [ 61 ]  |
| Otto Dommeratzky*    | Leutnant      | 38                        | LG 2, Sch.G 1, SG 2, SG 151 | KIA a 13 de Outubro de 1944                                    | [ 6 ] [ 61 ]  |
| Alwin Doppler*       | Leutnant      | 30                        | JG 11                       | MIA a 1 de Janeiro de 1945                                     | [ 6 ] [ 11 ]  |
| Georg Dörffel*       | Major         | 30                        | LG 2, SG 1, SG 4            | KIA a 26 de Maio de 1944                                       | [ 6 ] [ 11 ]  |
| Arnold Döring        | Leutnant      | 23                        | KG 53, JG 3, JG 5           |                                                                | [ 6 ] [ 11 ]  |
| Werner Döring*       | Unteroffizier | 5                         | JG 27                       | KIA a 28 de Maio de 1944                                       | [ 11 ] [ 61 ] |
| Wilhelm Dormann      | Hauptmann     | 14                        | NJG 1, NJG 2                |                                                                | [ 6 ] [ 61 ]  |
| Werner Dornbrack     | Major         | 29                        | SG 4                        |                                                                | [ 6 ] [ 61 ]  |
| Franz Dörr           | Hauptmann     | 128                       | JG 5                        |                                                                | [ 6 ] [ 38 ]  |
| Edgar Dörre*         | Feldwebel     | 9                         | JG 26                       | KIA a 8 de Setembro de 1943                                    | [ 11 ] [ 61 ] |
| Karl Dörscheln       | Oberleutnant  | 7                         | NJG 11                      |                                                                | [ 6 ] [ 61 ]  |
| Hans Dortenmann      | Oberleutnant  | 38                        | JG 26, JG 54                |                                                                | [ 6 ] [ 11 ]  |
| Hans Doyé            | Hauptmann     | 5                         | JG 106, JG 108, JG 51       |                                                                | [ 6 ] [ 11 ]  |
| Rudolf Dreesmann*    | Feldwebel     | 28                        | JG 51, JG 302               | MIA a 6 de Julho de 1944                                       | [ 11 ] [ 61 ] |
| Heinz Drecker*       | Leutnant      | 14 ou 16                  | JG 54                       | KIA a 11 ou 12 de Fevereiro de 1944                            | [ 6 ] [ 11 ]  |
| Johann Dreher*       | Hauptmann     | 6                         | NJG 3                       | KIA a 4 de Março de 1945                                       | [ 6 ] [ 61 ]  |
| Gerhard Dreizehner*  | Leutnant      | 6                         | JG 11                       | KIA a 9 de Abril de 1944                                       | [ 6 ] [ 11 ]  |
| Martin Drewes        | Major         | 52                        | ZG 76, NJG 1                |                                                                | [ 62 ] [ 61 ] |
| Martin Drössler*     | Feldwebel     | 6                         | JG 5                        | KIA a 10 de Abril de 1944                                      | [ 11 ] [ 61 ] |
| Ernst-Georg Drünkler | Hauptmann     | 45 ou 47                  | ZG 2, NJG 1, NJG 5          |                                                                | [ 6 ] [ 61 ]  |
| Alfred Druschel*     | Oberst        | 7                         | LG 2, SG 1, SG 4            | MIA a 1 de Janeiro de 1945                                     | [ 6 ] [ 63 ]  |
| Hans-Heinz Dudeck    | Hauptmann     | 12                        | JG 27                       |                                                                | [ 6 ] [ 61 ]  |
| Rudi Düding          | Oberfeldwebel | 18                        | NJG 100                     |                                                                | [ 11 ] [ 61 ] |
| Ernst Düllberg       | Major         | 45                        | JG 3, JG 27, JG 76, JG 7    |                                                                | [ 61 ] [ 64 ] |
| Friedrich Dünkel     | Oberleutnant  | 9                         | LG 2, JG 51                 |                                                                | [ 6 ] [ 11 ]  |
| Otto Dürkop*         | Unteroffizier | 8 ou 9                    | JG 54                       | MIA a 23 de Janeiro de 1943                                    | [ 11 ] [ 61 ] |
| Hermann Dürr*        | Unteroffizier | 5                         | JG 302, JG 301              | KIFA a 1 de Fevereiro de 1945                                  | [ 11 ] [ 61 ] |
| Peter Düttmann       | Oberleutnant  | 152                       | JG 52                       |                                                                | [ 30 ] [ 65 ] |

### E
| Nome                         | Posto         | Vitórias durante a guerra | Unidade                          | Notas                         | Fontes               |
| ---------------------------- | ------------- | ------------------------- | -------------------------------- | ----------------------------- | -------------------- |
| Karl Ebbighausen*            | Hauptmann     | 7                         | JG 26                            | KIA a 16 de Agosto de 1944    | [ 66 ] [ 67 ]        |
| Heinz Ebeling                | Oberleutnant  | 18                        | JG 26                            |                               | [ 66 ] [ 67 ] [ 68 ] |
| Kurt Ebener                  | Oberleutnant  | 57                        | JG 3, JG 11                      |                               | [ 66 ] [ 67 ]        |
| Friedrich Eberle             | Major         | 33                        | JG 1, JG 4                       |                               | [ 11 ] [ 66 ]        |
| Karl Eberle                  | Leutnant      | 8                         | JG 77                            |                               | [ 66 ] [ 67 ]        |
| Kurt Ebersberger*            | Hauptmann     | 28 ou 30                  | JG 26                            | KIA a 24 de Outubro de 1943   | [ 66 ] [ 67 ]        |
| Helmut Eberspächer           | Hauptmann     | 7                         | SKG 10, SG 151                   |                               | [ 11 ] [ 66 ]        |
| Walter Ebert                 | Leutnant      | 18                        | JG 2                             |                               | [ 66 ] [ 67 ]        |
| Werner Ebert                 | Unteroffizier | 6 ou 7                    | SG 3                             |                               | [ 11 ] [ 66 ]        |
| Alfred Eberth                | Oberfähnrich  | 13                        | JG 11                            |                               | [ 11 ] [ 67 ]        |
| Manfred Eberwein             | Oberleutnant  | 56                        | JG 52, JG 54                     |                               | [ 66 ] [ 67 ]        |
| Rolf Ebhardt                 | Oberleutnant  | 6 ou 8                    | NJG 1                            |                               | [ 11 ] [ 66 ]        |
| Reinhold Eckardt*            | Oberleutnant  | 22                        | NJG 1, NJG 3                     | KIA a 30 de Julho de 1942     | [ 11 ] [ 66 ]        |
| Franz Eckerle*               | Hauptmann     | 59 ou 60                  | JG 76, JG 54                     | MIA a 14 de Fevereiro de 1942 | [ 66 ] [ 67 ]        |
| Reinhold Eckhardt*           | Oberleutnant  | 22                        | NJG 1                            | KIA a 30 de Julho de 1942     | [ 11 ] [ 66 ]        |
| Max Eckhoff*                 | Major         | 17 ou 19                  | NJG 2                            | KIA a 17 de Março de 1945     | [ 11 ] [ 66 ]        |
| Helmut Eckholdt*             | Leutnant      | 6                         | JG 52                            | MIA a 14 de Agosto de 1941    | [ 11 ] [ 66 ]        |
| Friedrich Edelmann*          | Hauptmann     | 6                         | JG 2                             | KIA a 30 de Janeiro de 1944   | [ 66 ] [ 67 ]        |
| Bruno ou Benno Eder*         | Leutnant      | 6                         | JG 2                             | KIA a 27 de Abril de 1944     | [ 11 ] [ 66 ]        |
| Georg-Peter Eder             | Major         | 78                        | JG 51, JG 26, JG 1, JG 2         |                               | [ 66 ] [ 67 ]        |
| Walter Ehle*                 | Major         | 39                        | NJG 1                            | KIFA a 18 de Novembro de 1943 | [ 66 ] [ 67 ]        |
| Karl-Heinz Ehlen*            | Leutnant      | 6                         | JG 26                            | KIA a 29 de Abril de 1942     | [ 11 ] [ 66 ]        |
| Hans Ehlers*                 | Major         | 52 ou 55                  | JG 3, JG 1                       | KIA a 27 de Dezembro de 1944  | [ 66 ] [ 67 ]        |
| Ernst Ehrenberg*             | Hauptmann     | 10                        | JG 52                            | KIA a 10 de Maio de 1943      | [ 11 ] [ 66 ]        |
| Rudolf Ehrenberger*          | Oberfeldwebel | 49                        | JG 53                            | KIA a 8 de Março de 1944      | [ 66 ] [ 67 ]        |
| Peter Ehrhardt               | Oberleutnant  | 22                        | NJG 1, NJG 5                     |                               | [ 66 ] [ 67 ]        |
| Heinrich Ehrler*             | Major         | 208                       | JG 5, JG 7                       | KIA a 4 de Abril de 1945      | [ 66 ] [ 67 ]        |
| Diethelm von Eichel-Streiber | Major         | 96                        | JG 1, JG 26, JG 51, JG 27, JV 44 |                               | [ 66 ] [ 67 ]        |
| Theodor Eicher*              | Leutnant      | 5 ou 6                    | JG 2                             | KIA a 28 de Novembro de 1942  | [ 66 ] [ 67 ]        |
| Günther Eichhorn*            | Leutnant      | 7 ou 8                    | JG 5                             | MIA a 1 de Agosto de 1944     | [ 11 ] [ 66 ]        |
| Kurt Eichler*                | Leutnant      | 5                         | JG 3                             | KIA a 16 de Abril de 1942     | [ 11 ] [ 66 ]        |
| Christian Eickhoff*          | Oberleutnant  | 6                         | JG 26, JG 2                      | KIA a 26 de Janeiro de 1943   | [ 66 ] [ 67 ]        |
| Heinrich Eickhoff            | Oberleutnant  | 6                         | JG 27                            |                               | [ 11 ] [ 67 ]        |
| Bruno Eickmeier*             | Oberfeldwebel | 10                        | NJG 4, NJG 1                     | KIFA a 4 de Setembro de 1943  | [ 11 ] [ 67 ]        |
| Heinrich Graf von Einsiedel  | Oberleutnant  | 35                        | JG 3                             |                               | [ 66 ] [ 67 ]        |
| Franz Eisenach               | Major         | 129                       | JG 54                            |                               | [ 38 ] [ 66 ]        |
| Hans Ellendt                 | Leutnant      | 56 ou 62                  | JG 52                            |                               | [ 66 ] [ 67 ]        |
| Xaver Ellenrieder            | Leutnant      | 10 ou 12                  | JG 26                            |                               | [ 66 ] [ 67 ]        |
| Willy Elstermann*            | Hauptmann     | 9                         | ZG 26, JG 6                      | KIA a 2 de Fevereiro de 1945  | [ 66 ] [ 67 ]        |
| Peter Emmerich               | Hauptmann     | 6                         | JG 51                            |                               | [ 11 ] [ 66 ]        |
| Fritz Engau                  | Oberleutnant  | 5 ou 7                    | JG 11                            |                               | [ 11 ] [ 66 ]        |
| Walter Engel                 | Hauptmann     | 10                        | NJG 1, NJG 5                     |                               | [ 11 ] [ 66 ]        |
| Wilhelm Engel                | Oberleutnant  | 21                        | NJG 6                            |                               | [ 11 ] [ 66 ]        |
| Siegfried Engfer             | Oberleutnant  | 59                        | JG 3, JG 1                       |                               | [ 66 ] [ 67 ]        |
| Rudolf Engleder              | Hauptmann     | 25                        | JG 1, JG 2, JG 7                 |                               | [ 66 ] [ 67 ]        |
| Egon Engling*                | Feldwebel     | 9 ou 12                   | JG 77                            | KIA a 24 de Dezembro de 1944  | [ 11 ] [ 67 ]        |
| Iring Englisch*              | Oberleutnant  | 9                         | JG 77                            | KIA a 24 de Dezembro de 1944  | [ 66 ] [ 67 ]        |
| Hubert Engst                 | Oberfeldwebel | 15 ou 20                  | JG 300                           |                               | [ 11 ] [ 67 ]        |
| Walter Enser                 | Unteroffizier | 5                         | JG 54                            |                               | [ 11 ] [ 67 ]        |
| Wilhelm Ensslen*             | Hauptmann     | 12                        | JG 52                            | KIA a 2 de Novembro de 1940   | [ 66 ]               |
| Herbert Epphardt             | Hauptmann     | 7                         | JG 51, JG 102, JG 103            |                               | [ 66 ] [ 67 ]        |
| Christian Erdmann*           | Oberleutnant  | 7                         | JG 5                             | MIA a 1 de Agosto de 1944     | [ 66 ]               |
| Friedrich Erlenkämper*       | Oberfeldwebel | 12 ou 13                  | JG 54                            | KIA a 16 de Fevereiro de 1944 | [ 11 ] [ 67 ]        |
| Heinz Ernisch                | Unteroffizier | 21                        | JG 52, JG 300                    |                               | [ 11 ] [ 69 ]        |
| Wolfgang Ernst               | Hauptmann     | 36                        | JG 52, JG 53                     |                               | [ 66 ] [ 69 ]        |
| Heinz Erren*                 | Unteroffizier | 8                         | JG 51                            | MIA a 28 de Agosto de 1944    | [ 11 ] [ 69 ]        |
| Otto Ertel*                  | Oberleutnant  | 11                        | JG 300                           | KIA a 26 de Novembro de 1943  | [ 66 ] [ 69 ]        |
| Horst Ertmann*               | Leutnant      | 6                         | JG 1                             | KIA a 26 de Dezembro de 1944  | [ 11 ] [ 66 ]        |
| Wilhelm Esche*               | Oberleutnant  | 5                         | JG 301                           | KIA a 9 de Agosto de 1944     | [ 66 ] [ 69 ]        |
| Albert Espenlaub             | Oberfeldwebel | 14                        | JG 27                            |                               | [ 11 ] [ 69 ]        |
| Hans Esser*                  | Feldwebel     | 10 ou 12                  | JG 77                            | MIA a 3 de Setembro de 1941   | [ 11 ] [ 69 ]        |
| Wilhelm Esser                | Hauptmann     | 8                         | JG 53, JG 51, JG 106             |                               | [ 11 ] [ 66 ]        |
| Wolf-Udo Ettel*              | Oberleutnant  | 124                       | JG 3, JG 27                      | KIA a 17 de Julho de 1943     | [ 29 ] [ 66 ]        |
| Armin Ettling                | Hauptmann     | 8                         | JG 2                             |                               | [ 66 ] [ 69 ]        |
| Heinz Ewald                  | Leutnant      | 84                        | JG 5, JG 52                      |                               | [ 11 ] [ 66 ]        |
| Wolfgang Ewald*              | Major         | 78                        | JG 52, JG 3                      | MIA a 1 de Agosto de 1944     | [ 66 ] [ 69 ]        |
| Waldemar Eyrich*             | Feldwebel     | 31 ou 36                  | JG 3                             | KIA a 11 de Abril de 1944     | [ 11 ] [ 69 ]        |

### F
| Nome                       | Posto         | Vitórias durante a guerra | Unidade                   | Notas                                                       | Fontes        |
| -------------------------- | ------------- | ------------------------- | ------------------------- | ----------------------------------------------------------- | ------------- |
| Wolfgang Falck             | Oberst        | 8                         | ZG 1, NJG 1               |                                                             | [ 70 ] [ 71 ] |
| Egon Falkensammer*         | Hauptmann     | 9                         | JG 51, JG 11              | KIA a 22 de Dezembro de 1943                                | [ 70 ] [ 72 ] |
| Leonhard Färber*           | Leutnant      | 34 ou 35                  | JG 52                     | KIA a 27 de Janeiro de 1945                                 | [ 11 ] [ 70 ] |
| Wilhelm Farnholz*          | Leutnant      | 6 ou 7                    | JG 2                      | KIA a 26 de Novembro de 1943                                | [ 70 ] [ 72 ] |
| Horst-Günther von Fassong* | Hauptmann     | 136                       | JG 51, JG 11              | KIA a 1 de Janeiro de 1945                                  | [ 38 ] [ 72 ] |
| Hans-Joachim Fast*         | Unteroffizier | 5                         | JG 26                     | KIFA a 7 de Março de 1943                                   | [ 11 ] [ 72 ] |
| Hans-Martin Faust*         | Leutnant      | 5                         | JG 54                     | KIA a 7 de Agosto de 1941                                   | [ 11 ] [ 70 ] |
| Karl Faust*                | Oberleutnant  | 14 ou 15                  | JG 3                      | KIA a 12 de Julho de 1941                                   | [ 11 ] [ 70 ] |
| Josef Federle              | Oberfeldwebel | 7                         | NJG 6                     |                                                             | [ 11 ] [ 72 ] |
| Martin Fedgenhäuer         | Unteroffizier | 9                         | JG 3                      |                                                             | [ 11 ] [ 72 ] |
| Paul Fehre                 | Leutnant      | 6                         | NJG 3                     |                                                             | [ 70 ] [ 73 ] |
| Leopold Fellerer           | Hauptmann     | 41                        | NJG 1, NJG 5, NJG 6       |                                                             | [ 16 ] [ 72 ] |
| Georg Fengler              | Oberleutnant  | 15 ou 16                  | NJG 4                     |                                                             | [ 11 ] [ 70 ] |
| Frithjof Fensch            | Leutnant      | 12                        | NJG 4                     |                                                             | [ 70 ] [ 72 ] |
| Walter Fenske*             | Hauptmann     | 12 ou 14                  | LG 1, NJG 2, NJG 5        | KIA a 26 de Março de 1944                                   | [ 70 ] [ 72 ] |
| Heinz Ferger*              | Hauptmann     | 23                        | NJG 3, NJG 1, NJG 2       | KIA a 14 de Abril de 1945                                   | [ 70 ] [ 72 ] |
| Josef Fernsebner*          | Oberleutnant  | 8                         | JG 52                     | KIA a 9 de Agosto de 1941                                   | [ 70 ] [ 72 ] |
| Günter Fick*               | Leutnant      | 5                         | JG 4                      | KIA a 19 de Dezembro de 1944                                | [ 70 ] [ 74 ] |
| Johann Fieber*             | Feldwebel     | 19                        | JG 54                     | MIA a 30 de Maio de 1943                                    | [ 11 ] [ 72 ] |
| Reinhold Fiedler           | Leutnant      | 14                        | JG 5                      |                                                             | [ 11 ] [ 70 ] |
| Herbert Findeisen          | Hauptmann     | 67                        | JG 54                     |                                                             | [ 70 ] [ 72 ] |
| Günter Fink*               | Hauptmann     | 46 ou 56                  | JG 54                     | KIA a 15 de Maio 1943                                       | [ 70 ] [ 72 ] |
| Paul Finkler*              | Oberfeldwebel | 20                        | JG 54                     | KIA a 13 de Outubro de 1943                                 | [ 11 ] [ 72 ] |
| Lenz Finster*              | Oberleutnant  | 10                        | NJG 1                     | KIA a 24 de Dezembro de 1943                                | [ 70 ] [ 72 ] |
| Arno Fischer               | Leutnant      | 14 ou 16                  | JG 53                     |                                                             | [ 11 ] [ 70 ] |
| August Fischer             | Hauptmann     | 10                        | NJG 100                   |                                                             | [ 70 ] [ 72 ] |
| Helmut Fischer             | Oberfeldwebel | 29                        | NJG 1                     |                                                             | [ 72 ] [ 75 ] |
| Kurt Fischer*              | Oberleutnant  | 33                        | JG 54                     | KIA a 8 de Dezembro de 1943                                 | [ 11 ] [ 70 ] |
| Siegfried Fischer          | Oberfeldwebel | 15                        | StG 1                     | 80 tanques destruídos                                       | [ 11 ] [ 72 ] |
| Wilhelm Fitschen*          | Unteroffizier | 14 ou 19                  | JG 77                     | MIA a 18 de Setembro de 1942                                | [ 11 ] [ 72 ] |
| Kurt Fladrich              | Hauptmann     | 16                        | NJG 1, NJG 4              |                                                             | [ 70 ] [ 72 ] |
| Erwin Fleig                | Leutnant      | 66                        | JG 51                     |                                                             | [ 70 ] [ 72 ] |
| Ernst Florian*             | Feldwebel     | 13                        | JG 1                      | KIA a 30 de Novembro de 1943                                | [ 11 ] [ 76 ] |
| Rudolf Florian             | Unteroffizier | 9 ou 10                   | JG 54                     |                                                             | [ 11 ] [ 76 ] |
| Emmerich Fluder            | Oberleutnant  | 9                         | JG 27                     |                                                             | [ 70 ] [ 76 ] |
| Karl Flügge                | Leutnant      | 11                        | JG 51                     |                                                             | [ 70 ] [ 76 ] |
| Wulf Focke*                | Leutnant      | 13                        | JG 77                     | MIA a 7 de Dezembro de 1944 ou KIA a 28 de Setembro de 1944 | [ 70 ] [ 76 ] |
| Heinz Föhl*                | Leutnant      | 45                        | JG 51                     | KIA a 6 de Março de 1943                                    | [ 11 ] [ 70 ] |
| Otto Fönnekold*            | Oberleutnant  | 136                       | JG 52                     | KIA 31 August 1944                                          | [ 38 ] [ 76 ] |
| Horst Forbrig*             | Leutnant      | 56 ou 58                  | JG 54                     | MIA a 12 de Junho de 1944                                   | [ 70 ] [ 76 ] |
| Rasso Förg*                | Feldwebel     | 13 ou 20                  | JG 3                      | KIA a 23 de Abril de 1944                                   | [ 70 ] [ 76 ] |
| Gerhard Förster*           | Oberfeldwebel | 25 ou 26                  | JG 51                     | KIA a 2 de Agosto de 1943                                   | [ 11 ] [ 76 ] |
| Hermann Förster*           | Oberfeldwebel | 13                        | JG 27                     | KIA a 14 de Dezembro de 1941                                | [ 11 ] [ 77 ] |
| Josef Förster*             | Oberleutnant  | 21                        | NJG 2, NJG 3              | KIFA a Fevereiro de 1945                                    | [ 11 ] [ 76 ] |
| Paul Förster*              | Major         | 8                         | NJG 1                     | KIFA a 1 de Outubro de 1944                                 | [ 11 ] [ 70 ] |
| Richard Förster*           | Leutnant      | 22                        | JG 77, JG 1               | KIA a 27 de Dezembro de 1944                                | [ 70 ] [ 76 ] |
| Josef Fözö                 | Major         | 24                        | JG 51, JG 108             |                                                             | [ 70 ] [ 76 ] |
| Gerhart Framm              | Hauptmann     | 10                        | JG 27                     |                                                             | [ 11 ] [ 70 ] |
| Gustav Francsi             | Oberleutnant  | 56 ou 58                  | NJG 1, NJG 100            |                                                             | [ 70 ] [ 76 ] |
| Hans-Dieter Frank*         | Major         | 55                        | NJG 1                     | KIFA a 28 de Setembro de 1943                               | [ 70 ] [ 76 ] |
| Heinz Allan Frank*         | Major         | 8                         | LG 2, SG 151              | Faleceu devido a um acidente a 7 de Outubro de 1944         | [ 70 ] [ 76 ] |
| Rudolf Frank*              | Leutnant      | 45                        | NJG 3                     | KIA a 27 de Abril de 1944                                   | [ 70 ] [ 16 ] |
| Alfred Franke*             | Leutnant      | 59 ou 60                  | JG 53                     | KIA a 9 de Setembro de 1942                                 | [ 70 ] [ 76 ] |
| Herbert Franke*            | Leutnant      | 14 ou 19                  | JG 53                     | KIA a 18 de Agosto de 1944                                  | [ 70 ] [ 76 ] |
| Moritz Franke*             | Feldwebel     | 7                         | JG 51                     | MIA a 2 de Agosto de 1943                                   | [ 11 ] [ 76 ] |
| Günther Franz              | Oberleutnant  | 8                         | NJG 1, NJG 3, NJG 6       |                                                             | [ 11 ] [ 76 ] |
| Richard Franz              | Oberleutnant  | 18 ou 22                  | JG 27, JG 77, JG 3, JG 11 |                                                             | [ 11 ] [ 70 ] |
| Herbert Fränzel*           | Leutnant      | 30 ou 31                  | JG 52, JG 11              | MIA a 26 de Setembro de 1944                                | [ 70 ] [ 76 ] |
| Ludwig Franzisket          | Major         | 43                        | JG 27                     |                                                             | [ 11 ] [ 70 ] |
| Max Franzisket*            | Hauptmann     | 6                         | ZG 1, JG 27               | MIA a 1 de Agosto de 1944                                   | [ 11 ] [ 70 ] |
| Karl Frenzel-Beyme*        | Oberleutnant  | 9                         | JG 21, JG 54              | KIA a 20 de Janeiro de 1943                                 | [ 70 ] [ 76 ] |
| Hans Frese*                | Leutnant      | 43 ou 44                  | JG 3                      | KIA a 8 de Março de 1944                                    | [ 70 ] [ 76 ] |
| Heinz Fresia*              | Leutnant      | 6 ou 7                    | NJG1, JG 1                | KIA a 26 de Dezembro de 1944                                | [ 11 ] [ 70 ] |
| Wilhelm Freuwörth          | Oberleutnant  | 58                        | JG 52, JG 26              |                                                             | [ 70 ] [ 76 ] |
| Hugo Frey*                 | Hauptmann     | 32                        | JG 11, JG 1               | KIA a 6 de Março de 1944                                    | [ 11 ] [ 70 ] |
| Friedrich Freyschmidt*     | Oberleutnant  | 7                         | ZG 1                      | KIA a 11 de Abril de 1944                                   | [ 11 ] [ 70 ] |
| Siegfried Freytag          | Major         | 102                       | JG 77                     |                                                             | [ 22 ] [ 70 ] |
| Erich Fricke               | Oberfeldwebel | 8 ou 14                   | JG 54                     |                                                             | [ 11 ] [ 76 ] |
| Herbert Friebel            | Leutnant      | 58                        | JG 51                     |                                                             | [ 70 ] [ 76 ] |
| Erich Friedrich*           | Hauptmann     | 31 ou 35                  | JG 77                     | KIA a 24 de Julho de 1942                                   | [ 70 ] [ 76 ] |
| Gerhard Friedrich*         | Major         | 33                        | NJG 1, NJG 4, NJG 6       | KIA a 16 de Março de 1945                                   | [ 11 ] [ 70 ] |
| Gustav Frielinghaus        | Hauptmann     | 74                        | JG 3                      |                                                             | [ 48 ] [ 76 ] |
| Otto Fries                 | Leutnant      | 8 ou 17                   | NJG 1                     | Primeiro a usar o assento ejector do Me 262 em combate      | [ 70 ] [ 76 ] |
| Eberhard Fritz*            | Leutnant      | 6                         | JG 52                     | KIA a 7 de Agosto de 1944                                   | [ 70 ]        |
| Hans Fritz*                | Leutnant      | 10 ou 12                  | JG 3                      | KIA a 26 de Novembro de 1944                                | [ 70 ] [ 76 ] |
| Hans-Jürgen Frodien*       | Leutnant      | 5                         | JG 53                     | KIA a 10 de Julho de 1942                                   | [ 11 ] [ 70 ] |
| Wilhelm Frös               | Leutnant      | 5 ou 7                    | ZG 26                     |                                                             | [ 11 ] [ 70 ] |
| Karl Fuchs                 | Oberfeldwebel | 65 ou 67                  | JG 54                     |                                                             | [ 70 ] [ 76 ] |
| Karl Führing               | Hauptmann     | 7                         | ZG 2, SKG 10              |                                                             | [ 11 ] [ 70 ] |
| Heinz Führmann             | Leutnant      | 8                         | JG 54, JG 7, JV 44        |                                                             | [ 11 ] [ 70 ] |
| Heinrich Füllgrabe*        | Oberleutnant  | 67                        | JG 52                     | KIA a 30 de Janeiro de 1945                                 | [ 70 ] [ 78 ] |
| Hans Funcke                | Leutnant      | 14 ou 19                  | JG 52                     |                                                             | [ 70 ] [ 78 ] |
| Waldemar Funk              | Unteroffizier | 13 ou 14                  | JG 51                     |                                                             | [ 11 ] [ 78 ] |
| Adolf Funke                | Unteroffizier | 7                         | JG 77                     |                                                             | [ 11 ] [ 78 ] |
| Ralph Furch*               | Leutnant      | 32                        | JG 51                     | KIA a 26 de Fevereiro de 1943                               | [ 70 ] [ 78 ] |
| Georg Füreder              | Leutnant      | 34                        | JG 11                     |                                                             | [ 11 ] [ 70 ] |
| Hans Fuss*                 | Leutnant      | 71                        | JG 3                      | DOW a 10 de Novembro de 1942                                | [ 70 ] [ 78 ] |